# Liste der Biografien/Fue
Liste der Biografien |
Portal Biografien |
Personensuche
# |
A |
B |
C |
D |
E |
F |
G |
H |
I |
J |
K |
L |
M |
N |
O |
P |
Q |
R |
S |
T |
U |
V |
W |
X |
Y |
Z |
?
 
Fa |
Fe |
Ff |
Fh |
Fi |
Fj |
Fk |
Fl |
Fm |
Fn |
Fo |
Fr |
Ft |
Fu |
Fy
 
Fua |
Fub |
Fuc |
Fud |
Fue |
Fuf |
Fug |
Fuh |
Fui |
Fuj |
Fuk |
Ful |
Fum |
Fun |
Fuo |
Fuq |
Fur |
Fus |
Fut |
Fuw |
Fux |
Fuy |
Fuz
Die Liste der Biografien führt alle Personen auf, die in der deutschsprachigen Wikipedia einen Artikel haben. Dieses ist eine Teilliste mit 135 Einträgen von Personen, deren Namen mit den Buchstaben „Fue“ beginnt.

## Fue
- Fue, Masato (* 1973), japanischer Fußballspieler

### Fuec
- Fuechsel, Hermann (1833–1915), deutschamerikanischer Landschaftsmaler und Lithograf

### Fueg
- Füeg, Cornelia (* 1941), Schweizer Politikerin (FDP)
- Füeg, Franz (1921–2019), Schweizer Architekt
- Fuegen, Willy (1907–1987), deutscher Maler, Grafiker und Zeichner
- Fueglistaller, Urs (* 1961), Schweizer Ökonom und Professor an der Universität St. Gallen
- Fuego (* 1976), rumänischer Sänger, Schauspieler, Fernsehmoderator und Komponist
- Fuego (* 1985), deutscher Musikproduzent
- Fuego, Andréa del (* 1975), brasilianische Schriftstellerin
- Fuego, Javi (* 1984), spanischer Fußballspieler

### Fueh
- Fuehrer, Erna (1898–1981), deutsche Ärztin in Königsberg/Kaliningrad
- Fuehrer, Ottmar von (1896–1967), österreichisch-US-amerikanischer Maler und Illustrator
- Fuehrer, Ruth (1902–1966), deutsche Politikerin (CDU), MdL

### Fuek
- Fueki, Misa (* 1992), japanische Skispringerin
- Fueki, Yūko (* 1979), japanische Schauspielerin

### Fuel
- Fuelle, Manuela (* 1963), deutsche Schriftstellerin

### Fuen
- Fuendeling, Theodor (1852–1919), Buchhändler und Verleger in Hameln
- Fuenllana, Miguel de, spanischer Komponist und Vihuelist der Renaissance
- Fuenmayor Suárez, Freddy Jesús (* 1949), venezolanischer Priester, Bischof von Los Teques
- Fuensanta la Moneta (* 1984), spanische Flamenco-Tänzerin
- Fuente García, Saturnino de la (1909–2022), spanischer Supercentenarian
- Fuente Ramírez, Juan Ramón de la (* 1951), mexikanischer Mediziner, Politiker und ehemaliger Rektor der UNAM
- Fuente y Villalobos, Francisco de la († 1656), spanischer Soldat und Gouverneur von Chile
- Fuente, Beatriz de la (1929–2005), mexikanische Kunsthistorikerin und -kritikerin
- Fuente, Chiqui de la (1933–1992), spanischer Comiczeichner und Verleger
- Fuente, Cristián de la (* 1974), chilenischer Schauspieler
- Fuente, David de la (* 1981), spanischer RadsportlerDavid de la Fuente (* 1981)

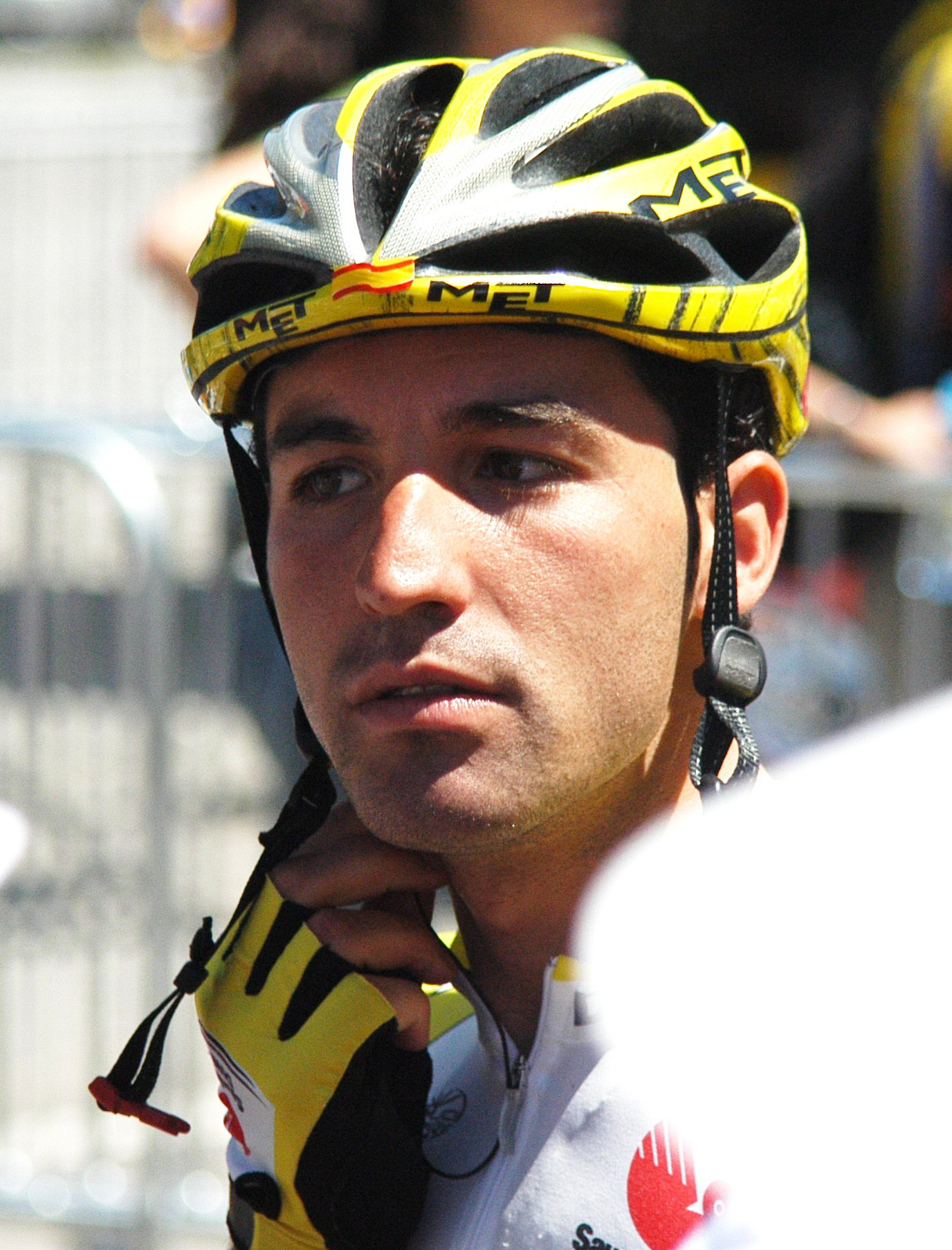
David de la Fuente (* 1981)

- Fuente, Gonzalo de la (* 1984), spanischer Fußballspieler
- Fuente, Jerónima de la († 1630), spanische Franziskanerin und die Begründerin und erste Äbtissin des Klosters Santa Clara in Intramuros, Manila, Philippinen
- Fuente, José Manuel (1945–1996), spanischer Radrennfahrer
- Fuente, José Ramón de la (* 1970), spanischer Fußballtorwart und -trainer
- Fuente, Juan de la (* 1976), argentinischer Segler
- Fuente, Konrad de la (* 2001), US-amerikanisch-haitianischer Fußballspieler
- Fuente, Luis de la (1914–1972), mexikanischer Fußballspieler
- Fuente, Luis de la (* 1961), spanischer Fußballspieler und FußballtrainerLuis de la Fuente (* 1961)

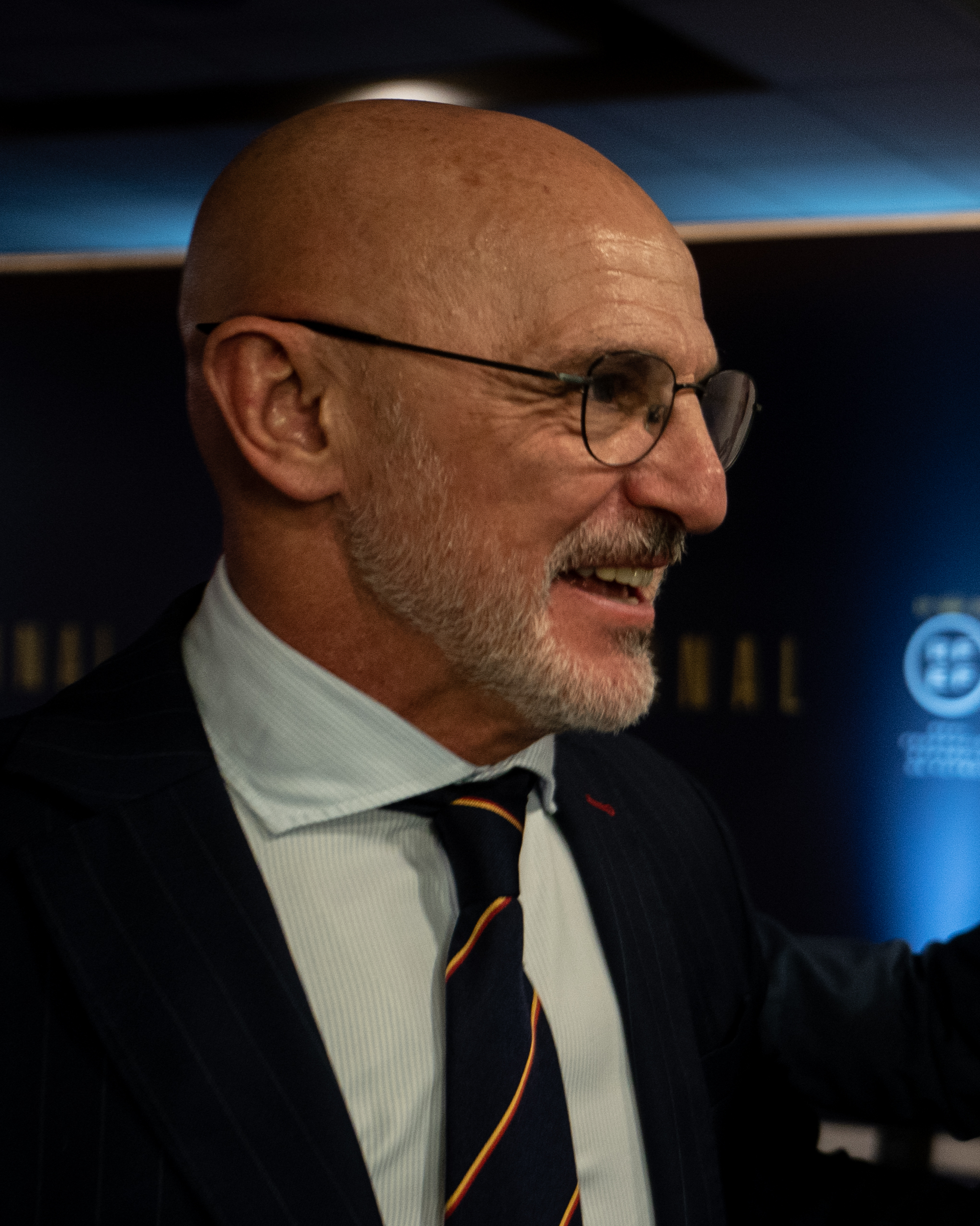
Luis de la Fuente (* 1961)

- Fuente, María de la (1918–2013), argentinische Tangosängerin
- Fuente, Rafael de la (* 1986), venezolanischer Schauspieler und Sänger
- Fuente, Ramón de la (1907–1973), spanischer Fußballspieler und -trainer
- Fuente, Rodrigo de la (* 1976), spanischer Basketballspieler
- Fuente, Víctor de la (1927–2010), spanischer Comiczeichner
- Fuentealba, Jeison (* 2003), chilenischer Fußballspieler
- Fuentes Boettiger, Rafael Fernando (1901–1971), mexikanischer Botschafter
- Fuentes Cáceres, Carlos (* 1950), mexikanischer Botschafter
- Fuentes Duarte, Eduardo Ernesto (1941–1997), guatemaltekischer römisch-katholischer Geistlicher, Bischof von Sololá-Chimaltenango
- Fuentes Martín, Jaime Rafael (* 1945), uruguayischer Geistlicher und römisch-katholischer Bischof von Minas
- Fuentes Rojas, Ranulfo (* 1940), peruanischer Dichter, Schriftsteller, Komponist und Sänger
- Fuentes Sadowski, Tatiana (* 1981), peruanische Filmregisseurin
- Fuentes Valencia, Pedro Luis (* 1968), bolivianischer römisch-katholischer Geistlicher, Weihbischof in La Paz
- Fuentes y Guzmán, Francisco Antonio de (1643–1700), guatemaltekischer Historiker und Dichter
- Fuentes, Alfredo Felipe (1949–2025), kubanischer unabhängiger Journalist, Autor und politischer Aktivist
- Fuentes, Alicia (* 1978), spanische Fußballspielerin
- Fuentes, Amador (* 1943), mexikanischer Fußballspieler
- Fuentes, Andrea (* 1983), spanische Synchronschwimmerin
- Fuentes, Camila (* 1995), mexikanische Tennisspielerin
- Fuentes, Carlos (1928–2012), mexikanischer Schriftsteller
- Fuentes, Carlos (* 1968), chilenischer Fußballspieler
- Fuentes, César (* 1993), chilenischer Fußballspieler
- Fuentes, Daisy (* 1966), kubanische Moderatorin, Model und SchauspielerinDaisy Fuentes (* 1966)

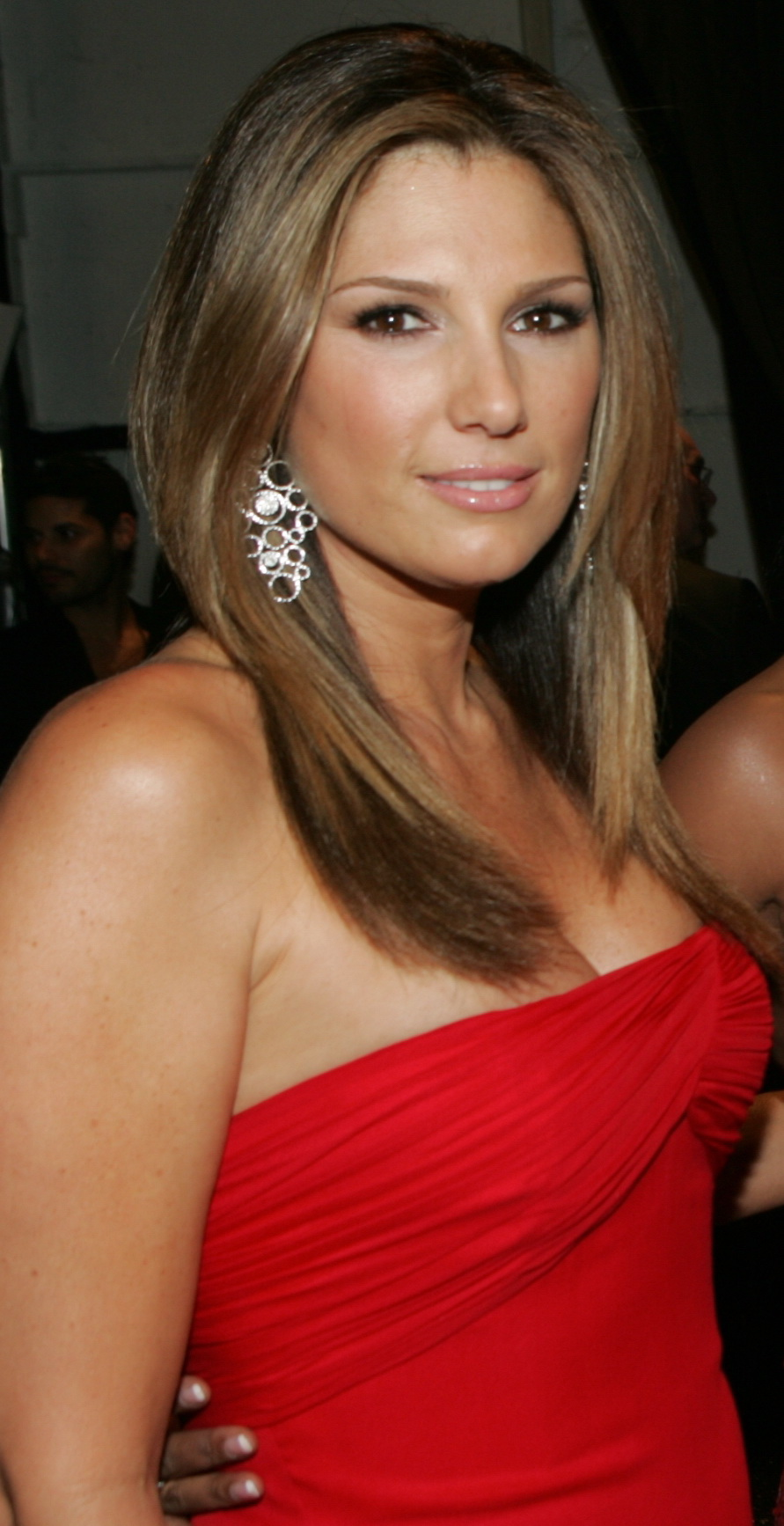
Daisy Fuentes (* 1966)

- Fuentes, Daniel (* 1974), kubanisch-uruguayischer Radsportler
- Fuentes, Diana (* 1985), kubanische Musikerin
- Fuentes, Edgardo (* 1958), chilenischer Fußballspieler
- Fuentes, Eufemiano (* 1955), spanischer Sportmediziner, im Zusammenhang mit Dopingvorwürfen beschuldigtEufemiano Fuentes (* 1955)

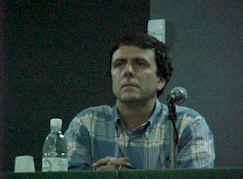
Eufemiano Fuentes (* 1955)

- Fuentes, Eufemio, chilenischer Fußballspieler
- Fuentes, Fabricio (* 1976), argentinischer Fußballspieler
- Fuentes, Fernando de (1894–1958), mexikanischer Regisseur, Produzent und Drehbuchautor
- Fuentes, Gregorio (1897–2002), kubanischer Kapitän zur See
- Fuentes, Ismael (* 1981), chilenischer Fußballspieler
- Fuentes, Johan (* 1984), chilenischer Fußballspieler
- Fuentes, Juan (* 1995), chilenischer Fußballspieler
- Fuentes, Juan Rafael (* 1990), spanischer Fußballspieler
- Fuentes, Luis (* 1971), chilenischer Fußballspieler
- Fuentes, Luis (* 1986), mexikanischer Fußballspieler
- Fuentes, Luis (* 1995), chilenischer Fußballspieler
- Fuentes, Luisa (1948–2025), peruanische Volleyballspielerin
- Fuentes, Lupe (* 1987), kolumbianische Musikproduzentin, DJ, Sängerin und ehemalige Pornodarstellerin
- Fuentes, Mike (* 1984), US-amerikanischer Musiker
- Fuentes, Moisés (1985–2022), mexikanischer Boxer
- Fuentes, Nick (* 1998), US-amerikanischer RechtsextremerNick Fuentes (* 1998)

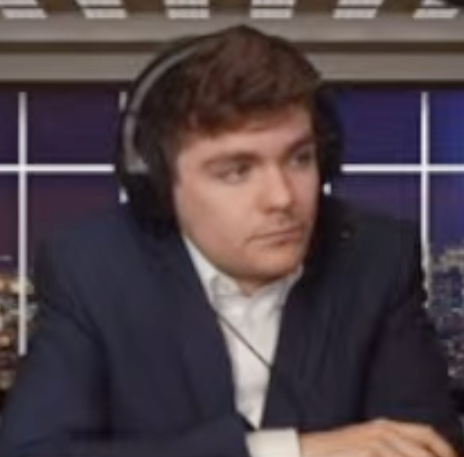
Nick Fuentes (* 1998)

- Fuentes, Nicolás (1941–2015), peruanischer Fußballspieler
- Fuentes, Norberto (* 1943), kubanischer Journalist und Autor
- Fuentes, Patricio (* 1995), spanischer Eishockeyspieler
- Fuentes, Ronald (* 1969), chilenischer Fußballspieler
- Fuentes, Rubén (1926–2022), mexikanischer klassischer Violinist und Komponist
- Fuentes, Sammy (* 1964), puerto-ricanischer Boxer
- Fuentes, Sebastián (* 1987), uruguayischer Fußballspieler
- Fuentes, Thelma Nohemí (* 1992), guatemaltekische Leichtathletin
- Fuentes, Tina (* 1949), US-amerikanische Malerin und Hochschullehrerin
- Fuentes, Val (* 1947), US-amerikanischer Schlagzeuger
- Fuentes, Vic (* 1983), US-amerikanischer Rockmusiker
- Fuentes, Yeisi (* 2001), panamaische Fußballspielerin
- Fuentes-Pila, Iris (* 1980), spanische Leichtathlet und Mittelstreckenläuferin
- Fuenzalida Grandón, Alejandro (1865–1942), chilenischer Jurist, Bibliograf und Historiker
- Fuenzalida, Guillermo (1918–1977), chilenischer Fußballspieler
- Fuenzalida, José Pedro (* 1985), chilenischer Fußballspieler
- Fuenzalida, Orozimbo (1925–2013), chilenischer Geistlicher, römisch-katholischer Bischof von San Bernardo
- Fuenzalida, Ramón (* 2006), chilenischer Leichtathlet
- Fuenzalida, Ricardo (* 1992), chilenischer Fußballspieler

### Fuer
- Fuerbringer, Matthew (* 1974), US-amerikanischer Beachvolleyballspieler
- Fuertes Ferragut, Pilar (1962–2012), spanische Diplomatin
- Fuertes, Gloria (1917–1998), spanische Dichterin
- Fuertes, Jesús (1938–2006), spanischer Maler
- Fuertes, Louis Agassiz (1874–1927), US-amerikanischer Ornithologe

### Fues
- Fues, Christian (1772–1836), deutscher Maler, Zeichner und Illustrator, Radierer, Lithograf und Hochschullehrer
- Fues, Erwin (1893–1970), deutscher theoretischer Physiker
- Fues, Wolfram Malte (* 1944), deutsch-schweizerischer Germanist, Hochschullehrer und Lyriker
- Fuesers, Rudi (1928–2010), deutscher Jazz-Posaunist
- Fuess, Albrecht (* 1969), deutscher Islamwissenschaftler
- Fueß, Erich (* 1880), deutscher Landwirt und Politiker (DNVP), MdPl
- Fueß, Hanna (1886–1972), Celler Heimatschriftstellerin
- Fuess, Harald, deutscher Ostasienwissenschaftler und Hochschullehrer
- Fueß, Hartmut (* 1941), deutscher Kristallograph
- Fuess, Rudolf (1838–1917), deutscher Feinmechaniker
- Füeßlin, Christian Karl (1783–1854), Oberbürgermeister von Karlsruhe
- Füesslin, Julius (1815–1866), deutscher Arzt
- Fuest, Clemens (* 1968), deutscher FinanzwissenschaftlerClemens Fuest (* 1968)

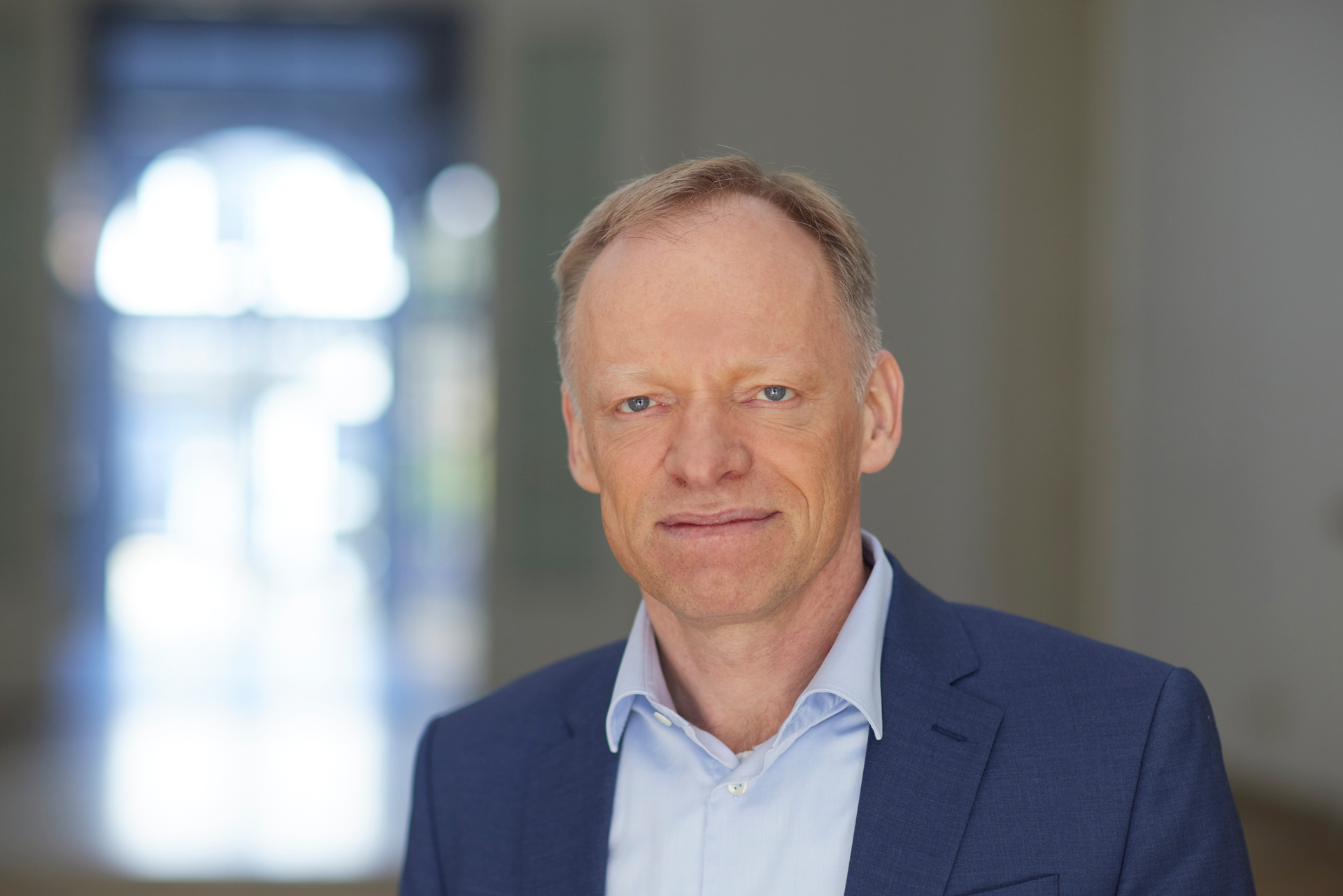
Clemens Fuest (* 1968)

- Fuest, Irmgard (1903–1980), deutsche Politikerin (CVP, CSU, CDU), MdL
- Fuest, Leonhard (* 1967), deutscher Literaturwissenschaftler
- Fuest, Robert (1927–2012), britischer Regisseur und Drehbuchautor

### Fuet
- Fueter, Christian (1752–1844), Schweizer Medailleur, Stempelschneider, Münzmeister und Politiker
- Fueter, Daniel (* 1949), Schweizer Pianist, Komponist und Musikpädagoge
- Fueter, Eduard junior (1908–1970), Schweizer Historiker
- Fueter, Eduard senior (1876–1928), Schweizer Historiker
- Fueter, Emanuel Eduard (1801–1855), Schweizer Arzt und Medizinprofessor
- Fueter, Friedrich (1802–1858), Schweizer Politiker
- Fueter, Heinrich (1911–1979), Schweizer Filmproduzent
- Fueter, Max (1898–1983), Schweizer Bildhauer
- Fueter, Peter-Christian (* 1941), Schweizer Filmproduzent
- Fueter, Rudolf (1880–1950), Schweizer Mathematiker
- Fueter, Willy (1909–1962), Schweizer Schauspieler
- Füetrer, Ulrich, deutscher Dichter und Maler
- Fuetsch, Alois (1860–1935), österreichischer Orgelbauer
- Fuetsch, Gottfried (1909–1989), österreichischer Bildhauer
- Fuetsch, Joachim (1766–1852), österreichischer Komponist
- Fuetscher, Michael Anton (1774–1827), österreichisch-deutscher Maler
- Fuetterer, Werner (1907–1991), deutscher Schauspieler